# Marcus Egin
Marcus Egin ist ein ehemaliger deutscher Basketballspieler.

## Laufbahn
Egin wechselte 1982 vom Post-SV Karlsruhe zum USC Heidelberg. 1983 und 1984 wurde er mit der A-Jugend des USC Zweiter der deutschen Meisterschaft. Mit den USC-Herren stieg er 1983 von der 2. Basketball-Bundesliga in die Basketball-Bundesliga auf. In der höchsten deutschen Spielklasse gehörte er ebenfalls zum Heidelberger Aufgebot. Im August 1984 zählte der Flügelspieler zum Aufgebot der bundesdeutschen Nationalmannschaft für die Junioren-Europameisterschaft und erzielte im Turnierverlauf in sieben Einsätzen im Durchschnitt elf Zähler je Partie. 1985 stieg er mit dem USC wieder in die zweite Liga ab und blieb dem Verein dort noch ein Jahr treu.
1986 zog es Egin wieder in die Bundesliga, er wurde von Steiner Bayreuth verpflichtet. Heidelberg verweigerte zunächst die Freigabe für Egin, da es zwischen dem USC und den Bayreuthern nicht zu einer Einigung über die Ablöse kam. 1987 wechselte er zum Erstliga-Konkurrenten TV 1862 Langen, mit dem er in der Saison 87/88 den Bundesliga-Klassenerhalt verfehlte. Egin spielte fortan während des Spieljahres 1988/89 für den MTV 1846 Gießen in der Bundesliga, 1989 wechselte er nach Karlsruhe zurück. Später spielte er für den BC Johanneum Hamburg in der Regionalliga und in der 2. Bundesliga. Bei den Hamburgern war er Mannschaftskapitän, er verließ den Verein 1996.
Im Anschluss an seine Spielerlaufbahn war Egin als Jugendtrainer und -koordinator des Hamburger Vereins TSG Bergedorf tätig, ab 1996 betreute er auch die Bergedorfer Damen als Trainer. Später übernahm er ebenfalls in der Hansestadt das Amt des Geschäftsführers des Altrahlstedter Männerturnvereins (AMTV).